# Push (film)
Push is een thriller-sciencefictionfilm uit 2009 onder regie van Paul McGuigan.

## Verhaal
Nick Gant (Chris Evans) werd als klein jongetje gewaarschuwd door zijn vader (Joel Gretsch) om ervoor te zorgen dat hij nooit in handen zou vallen van een overheidsgroepering genaamd The Division. Net nadat hij zelf op de vlucht was gestuurd, zag hij hoe die groepering onder leiding van Henry Carver (Djimon Hounsou) binnenviel en zijn vader vermoordde. Die was net als Nick paranormaal begaafd. De Amerikaanse overheid wil met The Division een superleger van paranormalen opbouwen. Daarom wordt ieder paranormaal persoon die de ook paranormaal begaafden van The Division detecteren, opgespoord en opgenomen in een speciaal opgezet programma. Weigeraars worden vermoord. Mensen die meewerken, worden opgenomen in een geheim medisch project. Zij krijgen een experimenteel middel toegediend bedoeld om hun gave te versterken. Dat middel heeft alleen nog nooit iemand overleefd.
Nick groeit op en wordt volwassen zonder door The Division gevonden te worden. Dit lukt hem doordat hij zich in een grote flat met aan alle kanten buren heeft gevestigd in een arme, drukbevolkte wijk in Hongkong. Hierdoor is hij bijna niet te zien door watchers, helderzienden. Nick is zelf een mover, een telekineet. Hij heeft alleen zijn gave zo weinig ontwikkeld dat hij diep in de schulden zit, omdat hij tijdens het dobbelen de dobbelstenen niet op de goede kant geduwd krijgt. Wanneer hij thuiskomt, blijken twee agenten van The Division hem gevonden te hebben. Ze hebben hem op dat moment niet nodig, maar dachten een meisje bij hem te kunnen vinden met de codenaam Patient 0. The Division noemt haar zo omdat ze als eerste persoon ooit de gave-versterkende injectie heeft overleefd. Daarna is ze niettemin gevlucht en spoorloos verdwenen.
Wanneer de agenten verdwenen zijn, klopt de dertienjarige Cassie Holmes (Dakota Fanning) bij Nick aan. Zij is een watcher. Ze komt Nick overhalen om samen met hem op zoek te gaan naar Patient 0. Hiermee zouden ze samen 6 miljoen dollar kunnen verdienen, maar als Nick weigert, betekent dat bovendien de dood van Patient 0, volgens haar. Nick accepteert haar verzoek omdat ze een bloem bij heeft en zijn vader hem ooit zei dat hij later het meisje met de bloem moest helpen. Cassie heeft voorzien dat Patient 0 op het punt staat aan te komen in de haven. 'Ze' blijkt Kira Hudson (Camilla Belle) te zijn, Nicks ex-vriendin. Ze is een pusher, een telepaat. Om haar uit handen van The Division te houden, heeft Nick shadower Pinky Stein (Nate Mooney) meegenomen. In diens bijzijn is Kira niet te zien voor sniffers. Echter blijkt later in de film dat zijn gave niet helpt tegen "Watchers". Ook roept Nick de hulp in van Hook Waters (Cliff Curtis), een shifter. Hij kan illusies opwekken en betaalt zijn rekeningen met repen papier die hij eruit laat zien als geld. Omdat een gevonden kraal in Cassies ogen belangrijk is, stuurt Hook ze door naar Emily Hu (Ming-Na). Zij is een sniffer en kan exact achterhalen waar iets vandaan komt door eraan te ruiken.
Pusher Henry Carver is op zoek naar Kira samen met zijn bodyguard Victor Budarin (Neil Jackson), een verontwikkelde mover. Hij heeft alle tijd van de wereld, want hij heeft een troef in handen. Kira heeft een vervolginjectie nodig om niet te sterven en alleen hij weet hoe ze daar aan kan komen. Een Hongkongse criminele organisatie van paranormalen onder leiding van Pop Father (Hal Yamanouchi) is ook op zoek naar het middel omdat ze daarmee hopen sterker te worden dan The Division. Watcher Pop Girl (Xiaolu Li) speurt daarom Hongkong af samen met twee bleeders, mannen die een geluid kunnen voortbrengen dat menselijke lichamen verpulvert.

## Rolverdeling
- Dakota Fanning - Cassie Holmes
- Chris Evans - Nick Gant
- Camilla Belle - Kira Hudson
- Djimon Hounsou - Henry Carver
- Ming-Na - Emily Hu
- Neil Jackson - Victor Budarin
- Maggie Siff - Teresa Stowe
- Cliff Curtis - Hook Waters
- Nate Mooney - Pinky Stein

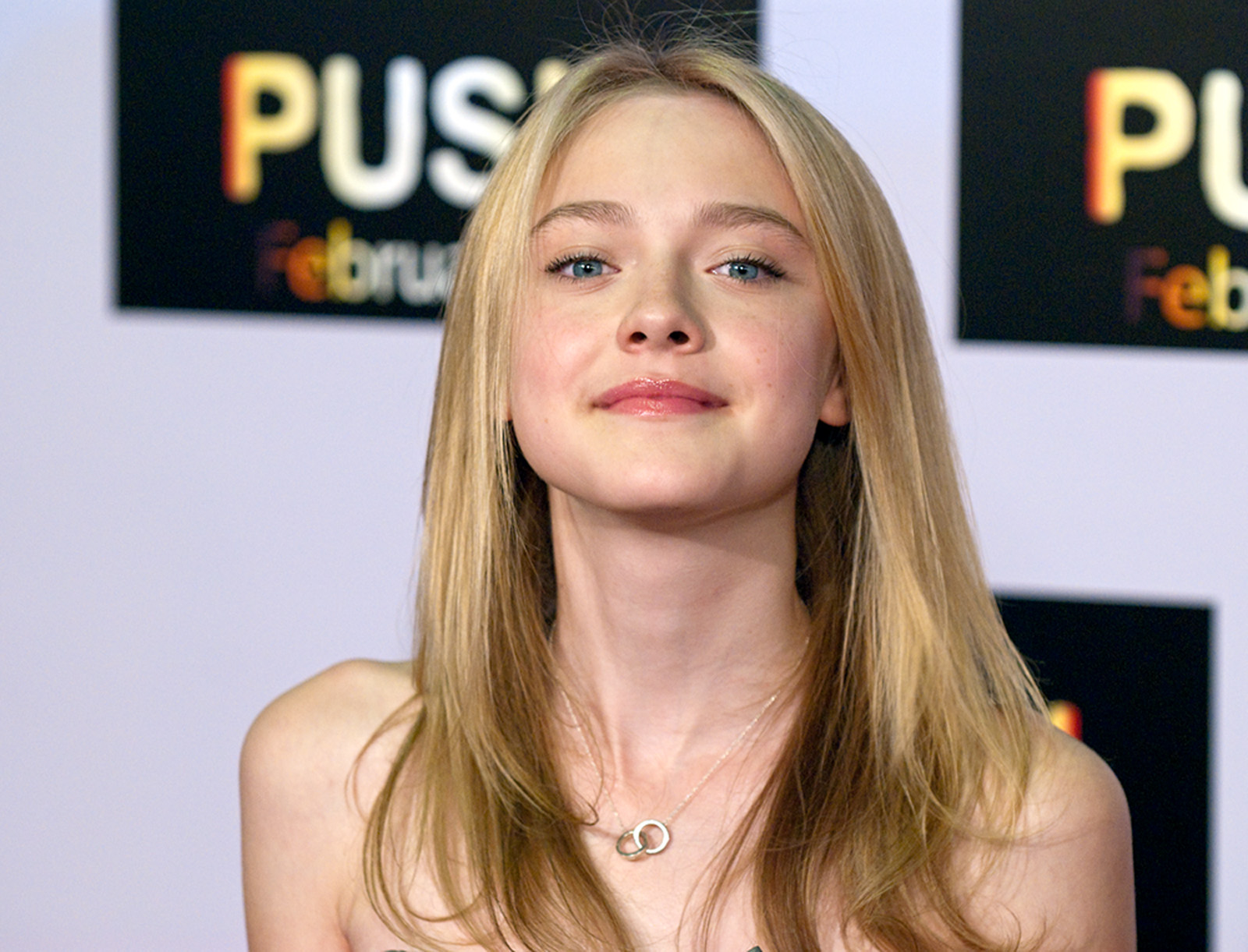
Dakota Fanning bij de première
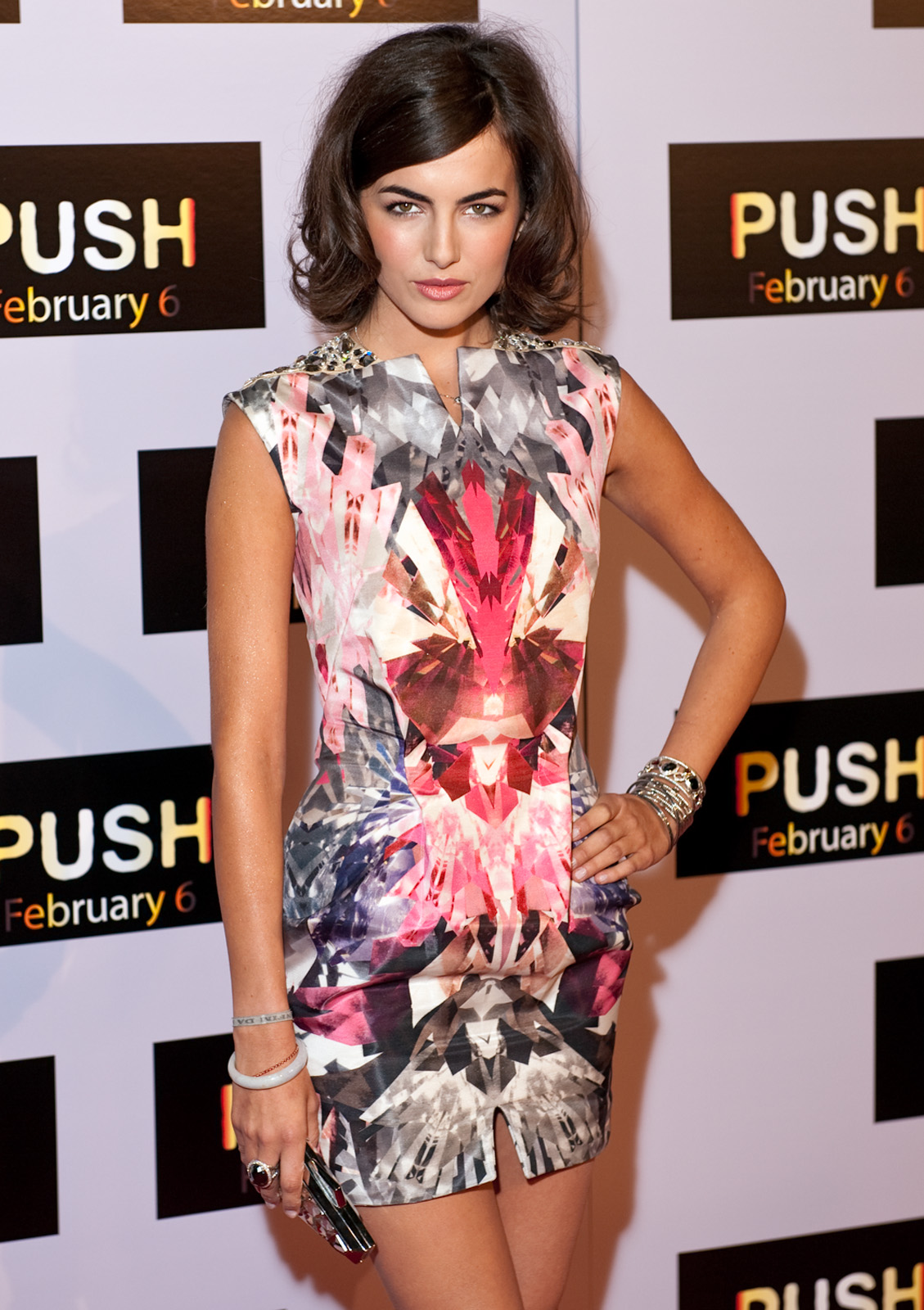
Camilla Belle bij de première
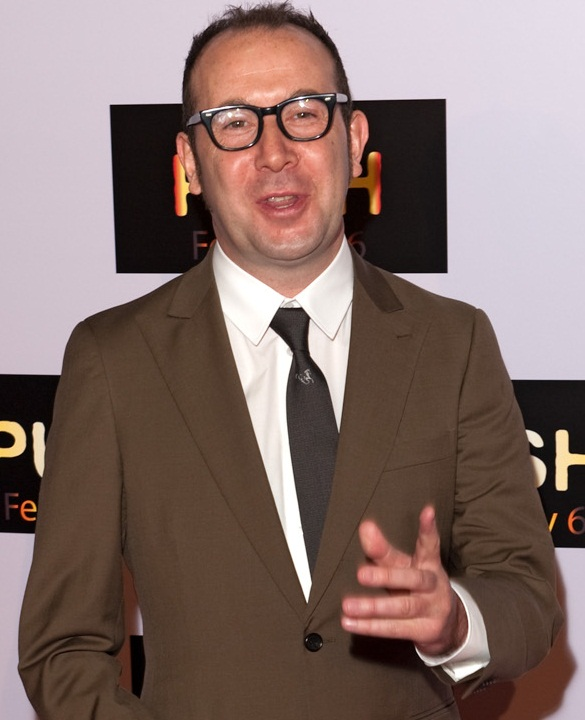
Paul McGuigan bij de première

## Trivia
- Het idee van een overheidsexperiment met als doel paranormale gaven in te zetten voor overheidsdoeleinden, is gebaseerd op ware gebeurtenissen, zoals het Amerikaanse Stargate Project (1970-1995).